# (35354) 1997 SP1
1997 SP1 (asteroide 35354) é um asteroide da cintura principal. Possui uma excentricidade de 0.18396500 e uma inclinação de 0.44402º.
Este asteroide foi descoberto no dia 22 de setembro de 1997 por Farra d'Isonzo em Farra d'Isonzo.